# Kunqu
Kunqu is een van de oudste nog bestaande vormen van de Chinese opera. Het ontstond uit de kunshanmelodie en domineerde het Chinees theater van de 16e tot de 18e eeuw. Kunqu komt oorspronkelijk uit Suzhou in de regio Wu.
Kunqu boogt op een 600-jarige geschiedenis en is bekend als de "leraar" of "moeder" van honderden opera's, omdat het vele andere soorten van Chinees theater beïnvloedde. De opkomst luidde het tweede Gouden Tijdperk van het Chinese drama in, maar in het begin van de twintigste eeuw was het bijna verdwenen. Door doelbewuste pogingen om het te onderdrukken tijdens de Culturele Revolutie is dat alleen maar verergerd.
Sinds 2001 staat kunqu vermeld op de Lijst van Meesterwerken van het Orale en Immateriële Erfgoed van de Mensheid van UNESCO.

## Afbeeldingen

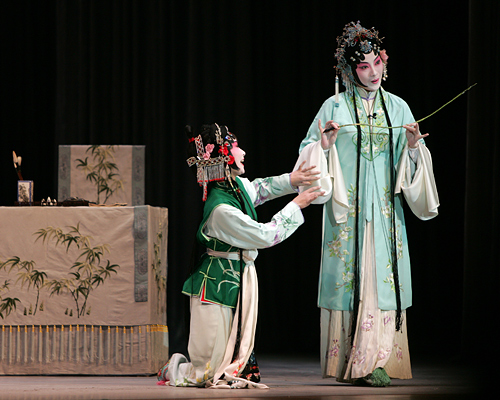
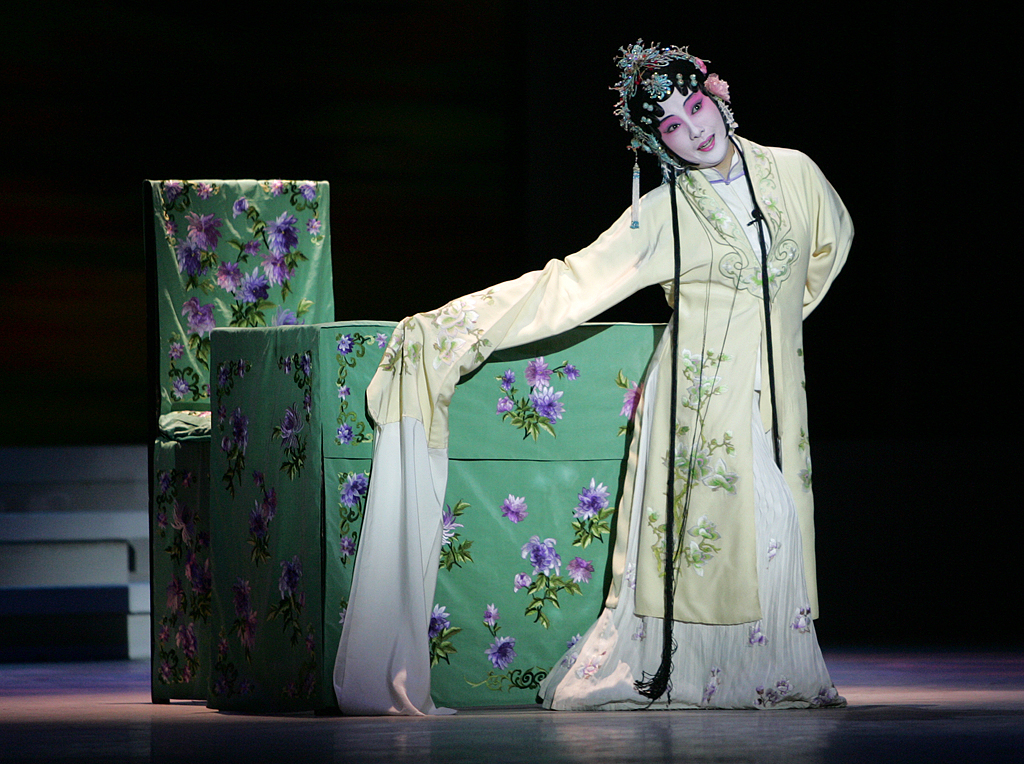
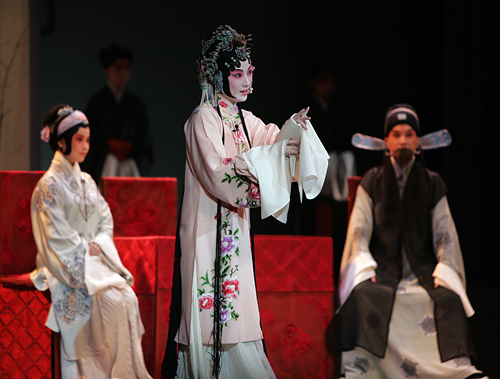
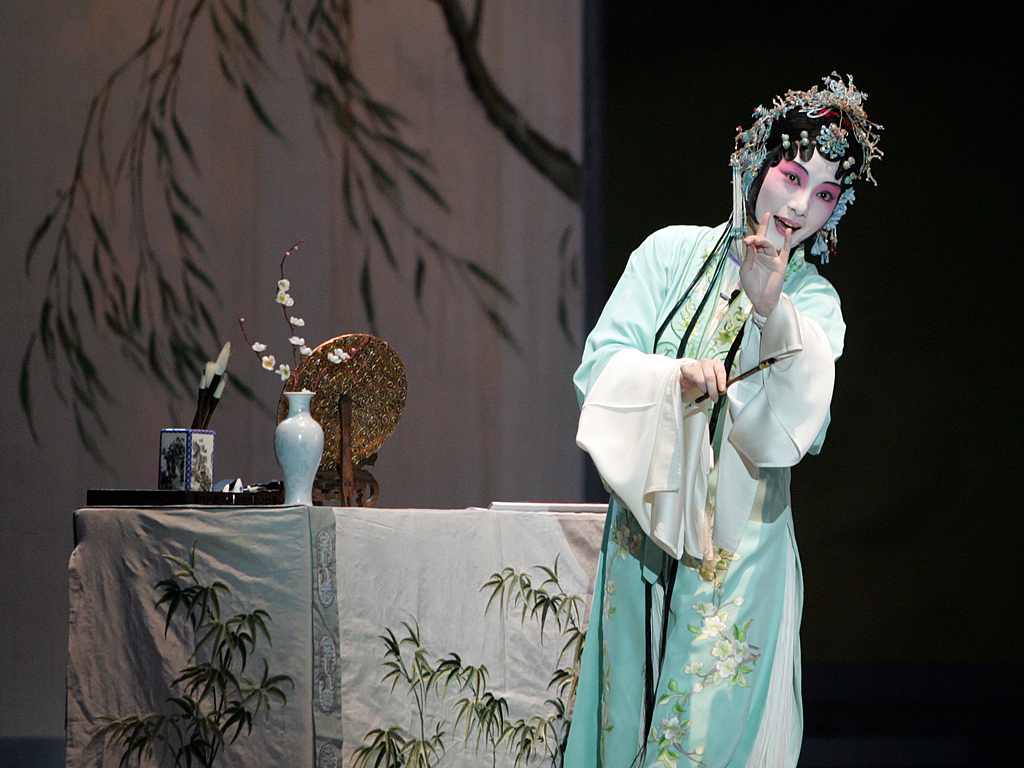
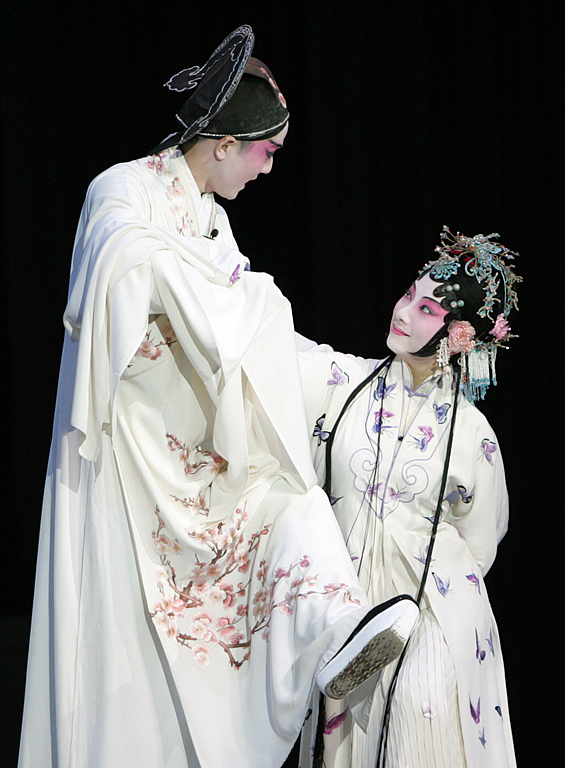
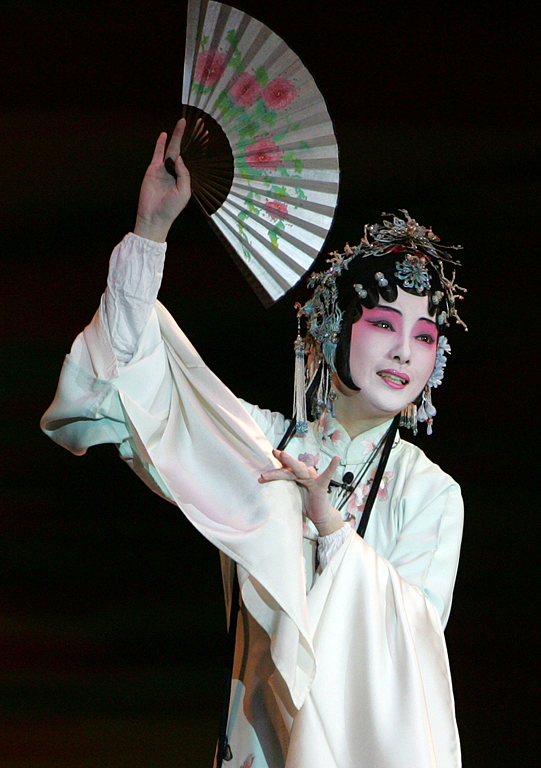
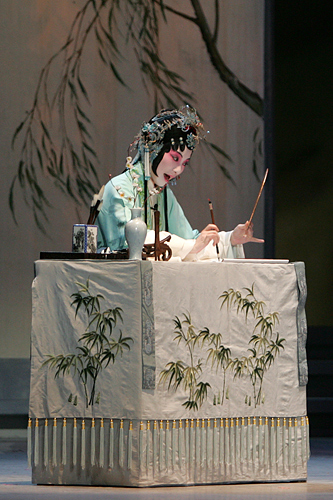
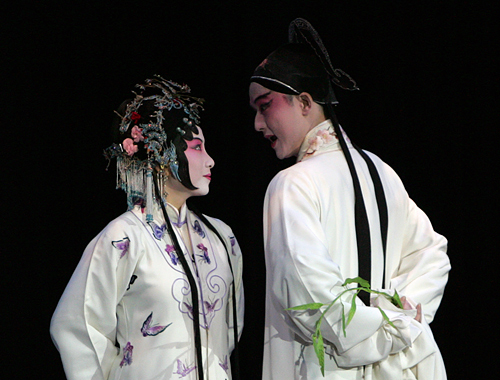